# Кордай — Шу
Кордай — Шу — газопровід у Жамбилській області Казахстану.
Трубопровід, який ввели в дію у 2012 році, має довжину 106 км, діаметр 325 мм та пропускну здатність у 0,46 млрд м3 на рік. Він починається від траси системи Бухарський газоносний регіон — Ташкент — Бішкек — Алмати (БГР — ТБА) та прямує до міста Шу.
В 2010-х через Шу пройшов потужний газопровід Туркменістан — Китай, в якому забронювали певні обсяги і для казахського газу. Як наслідок, за потреби Кордай — Шу може використовуватись у реверсному режимі та подавати певні обсяги блакитного палива до кінцевої ділянки БГР — ТБА навіть за умови припинення транзиту через Киргизстан.